# Свети Димитър Елеуски
„Свети Димитър“ (на гръцки: Άγιος Δημήτριος Ελεούσης или Ελεούσας) е средновековна православна църква в град Костур (Кастория), Егейска Македония, Гърция. В 1924 година църквата е обявена за паметник на културата.

## Местоположение
Църквата се намира в енория „Елеуса“, в североизточната част на укрепения град, близо до друг средновековен храм „Свети Безсребреници“.

## История и архитектура

### XIII век
Църквата е еднокорабен, едноапсиден храм, с дървен покрив и без притвор. От оригиналната постройка е запазена източната стена на олтара с апсидата, която е изявена отвън на изток и малка ниша на протезис. Оригиналният слой на стенописите в тези източни части се датира около 1230 година.

#### Идентификация на зографското ателие
Композиционно изображението на Света Богородица от Благовещение е почти идентично с това в църквата „Света Богородица“ в Лубоня, Корчанско. Архитектурният фон, на който е представена Богородица също показва сходства - правоъгълни камъни с диагонални линии, формата на трона и прочие. В костурската църква са изобразени две клонки, а в Лубоня на синия фон слабо също се различават контурите на растение. Има разлики в третирането на образа и фигурата на Богородица. В „Свети Димитър“ очите и веждите са очертани с черен контур, сенките на лицето са по-плътни и по-контрастни, а дрехите са по-тъмни. Независимо от това очевидно в двете църкви е работило едно зографско ателие, като вероятно живописта в Лубоня е по-ранна.
- Архангел Михаил от Благовещението
- Света Богородица от Благовещението
- Света Богородица Шишрая набес в апсидата

### XVII век
Според надписа на храма, сградата е разширена на север и запад и изписана през 1608/1609 година. Добавена е по-голяма протезисна ниша. Наосът се осветява от два прозореца върху южната и северната стена. Входът се намира в западната част на южната стена. Патронната ниша върху южната фасада е изградена над прозореца, маркиращ центъра на стената. Вероятно значително по-късно от юг е добавена женска църква.
Живописта от 1608/1609 година е покривала всички стени. Вероятно е повтаряла разкрития по-ранен слой в източните части. От слоя от XVII век в олтара над апсидата е запазена горната част от Възнесение Христово. На източната стена в долната зона е изобразена сцената Мироносиците на Гроба Господен, към която е добавен и епизодът Апостолите при празния гроб. В нишата на протезиса, която е добавена при реконструкцията в XVII век, е изобразен Иисус Христос в гроба. Над него е изобразен благославящ с две ръце Христос Емануил. От северната страна има фронтални изображения на двама дякони. На северната стена на олтара е Видението на Свети Петър Александрийски, което е традиционно за иконографската схема, а в цокъла е фигурата на Арий в ада. На южната стена са изобразени двама отци на Църквата - част сцената от Поклонението на жертвата - обърнати на изток към апсидата. Над тях започва цикълът на Великите празници с Рождество Христово и продължава пред олтарната преграда със Сретение, Кръщение, Възкресение Лазарево, Влизане в Йерусалим и Преображение. На западната стена живописта липсва. На северната стена има фрагменти от Предателството на Юда и Съдът на Пилат. Запазено е изображение на отворен гроб, вероятно част от сцената Оплакване Христово, и след него в олтара е Слизане в ада.
В долната зона са изобразени светци в цял ръст. Пръв до олтара е разположен Свети Йоан Предтеча като Ангел на пустинята. В страниците на прозореца са апостолите Петър и Павел. Следвата Свети Николай, Свети Патапий, Свети Антоний Велики, неизвестен монах. В дълбочината на вратата е изобразена Света Марина. На северната стена са тримата светци лечители – Козма, Дамян и Пантелеймон. След тях има светци воини, сред които Свети Меркурий, който проверява стрелата си. До олтара е запазена част от патронната композиция – Свети Димитър на трон, тъпчещ в краката си влото - гола фигура, фланкиран от сподвижниците му Свети Нестор и Свети Луп.
В патронната ниша на южната фасада Свети Димитър е изобразен на кон, победител. Западно от нишата са Кръщение Христово и фреско-иконите на Христос Вседържител и Богородица Одигитрия. На източната фасада, над конхата на апсидата има фрагментарно запазена и силно избледняла композиция с посветителен надпис.

#### Идентификация на зографското ателие
Стенописите от 1608/1609 година са дело на двама зографи. Единият е този, изписал „Света Богородица Апостолашка“ в 1605/1606 година. В „Свети Димитър“ патронното изображение вместо над входа е център на южната фасада. Така и в „Света Богородица Апостолашка“ изображението на Божията майка е разположено в центъра на северната стена в наоса, без съобразяване с разделението на стенописните зони.
Две години по-рано, в 1607/1607 година, същото ателие изписва стенописите в Слимнишкия манастир.
Също негови са стенописите във „Въведение Богородично“ около 1610 – 1612 година.